# おッつゥ〜かごしま
『おッつゥ〜かごしま』は、2008年4月6日から2012年3月18日まで南日本放送運営のMBCラジオで放送されていたワイド番組である。

## MC
- DJ EIJI
- 植田美千代

## 放送時間
いずれも日本標準時。14:00 - 15:00には『スマイリー園田のLive Alive』を放送。特別番組編成時には放送時間が短縮、もしくは放送休止になる場合あり。

### 第1部
- 日曜 13:00 - 14:00 （2008年4月6日 - 2012年3月18日）

### 第2部
- 日曜 15:00 - 16:50 （2008年4月6日 - 2011年3月27日）
- 日曜 15:00 - 18:00 （2011年4月3日 - 2012年3月18日）

## タイムテーブル

### 第1部
- 13:00 タイトルコール
- 13:10頃 New Release Information
- 13:30頃 リスナーさんとキャッチボール (1) - リスナーと電話で生トーク。
- 14:00 第1部終了

### 第2部
- 15:00 第2部開始
- 15:10頃 JUST K-1（九州各地の観光情報）
- 15:30頃 にっぎゃけ家族
- 16:10頃 リスナーさんとキャッチボール (2) - リスナーと電話で生トーク。
- 16:20頃 EIJIスタジオライブ
- 16:30頃 EIJIセレクション
- 17:00 おッつゥ〜！ランキングTOP10カウントダウン！
- 17:35 Dunk！Dunk！レノヴァ！
- 17:40 おッつゥ〜！スポーツニュース